# Olympische Sommerspiele 1956/Schwimmen – 100 m Freistil (Männer)
Der Wettbewerb über 100 Meter Freistil der Männer bei den Olympischen Spielen 1956 in der australischen Metropole Melbourne wurde am 29. und 30. November im Swimming and Diving Stadium ausgetragen.

## Teilnehmende Nationen
Insgesamt nahmen 34 Schwimmer aus 19 Nationen an dem Wettbewerb teil.
| - Australien (3) - Belgien (1) - Brasilien (1) - Deutschland (3) - Finnland (1) | - Frankreich (2) - Hongkong (2) - Indien (1) - Indonesien (1) - Italien (2) | - Japan (3) - Kanada (1) - Kolumbien (1) - Philippinen (1) - Sowjetunion (2) | - Südafrikanische Union (3) - Ungarn (1) - Vereinigte Staaten (3) - Großbritannien (2) |

## Bestehende Rekorde
| Weltrekord         | Dick Cleveland ( Vereinigte Staaten) | 54,8 s | Rom, Italien           | 1. April 1954* |
| Olympischer Rekord | Walter Ris ( Vereinigte Staaten)     | 57,3 s | London, Großbritannien | 31. Juli 1948* |

* vor Regeländerung

## Vorläufe
Es fanden fünf Vorläufe statt. Die 16 schnellsten Schwimmer aller Vorläufe qualifizierten sich für die zwei Halbfinalläufe.

### Vorlauf 1
| Rang | Name          | Nation                | Zeit       |
| ---- | ------------- | --------------------- | ---------- |
| 1    | Jon Henricks  | Australien            | 57,3 s     |
| 2    | Dick Hanley   | Vereinigte Staaten    | 57,8 s     |
| 3    | Billy Steuart | Südafrikanische Union | 59,2 s     |
| 4    | Lew Balandin  | Sowjetunion           | 59,6 s     |
| 5    | Hans Köhler   | Deutschland           | 59,8 s     |
| 5    | Karri Käyhkö  | Finnland              | 59,8 s     |
| 7    | André Laurent | Belgien               | 1:00,7 min |

### Vorlauf 2
| Rang | Name            | Nation                | Zeit       |
| ---- | --------------- | --------------------- | ---------- |
| 1    | Manabu Koga     | Japan                 | 57,7 s     |
| 2    | Aldo Eminente   | Frankreich            | 58,0 s     |
| 3    | Witali Sorokin  | Sowjetunion           | 58,6 s     |
| 4    | Cheung Kin Man  | Hongkong              | 59,8 s     |
| 5    | Horst Bleeker   | Deutschland           | 1:00,1 min |
| 6    | Sergio Martínez | Kolumbien             | 1:00,2 min |
| 7    | Peter Duncan    | Südafrikanische Union | 1:00,4 min |

### Vorlauf 3
| Rang | Name             | Nation                | Zeit       |
| ---- | ---------------- | --------------------- | ---------- |
| 1    | John Devitt      | Australien            | 57,2 s     |
| 2    | Paolo Pucci      | Italien               | 58,3 s     |
| 3    | Hiroshi Suzuki   | Japan                 | 58,4 s     |
| 3    | Paul Voell       | Deutschland           | 58,4 s     |
| 5    | Kenneth Williams | Großbritannien        | 59,4 s     |
| 6    | Dennis Ford      | Südafrikanische Union | 59,5 s     |
| 7    | Sri Chand Bajaj  | Indien                | 1:01,6 min |

### Vorlauf 4
Reid Patterson erreichte mit 56,8 s einen neuen olympischen Rekord.
Rang 3 belegte der damals 26-jährige Italiener Carlo Pedersoli, der wenige Jahre später eine überaus erfolgreiche Karriere als Filmschauspieler startete und unter seinem Künstlernamen Bud Spencer einem breiten Publikum bekannt wurde.
| Rang | Name            | Nation             | Zeit       |
| ---- | --------------- | ------------------ | ---------- |
| 1    | Reid Patterson  | Vereinigte Staaten | 56,8 s     |
| 2    | Atsushi Tani    | Japan              | 57,1 s     |
| 3    | Carlo Pedersoli | Italien            | 58,5 s     |
| 4    | Haroldo Lara    | Brasilien          | 59,9 s     |
| 5    | Habib Nasution  | Indonesien         | 1:00,1 min |
| 6    | Alex Jany       | Frankreich         | 1:00,2 min |

### Vorlauf 5
| Rang | Name            | Nation             | Zeit       |
| ---- | --------------- | ------------------ | ---------- |
| 1    | Gary Chapman    | Australien         | 57,8 s     |
| 2    | William Woolsey | Vereinigte Staaten | 58,2 s     |
| 3    | Ronald Roberts  | Großbritannien     | 58,3 s     |
| 4    | Gyula Dobay     | Ungarn             | 58,5 s     |
| 5    | George Park     | Kanada             | 58,8 s     |
| 6    | Dakula Arabani  | Philippinen        | 1:00,2 min |
| 7    | Wan Shiu Ming   | Hongkong           | 1:00,7 min |

## Halbfinale
Es fanden zwei Halbfinalläufe statt. Die acht schnellsten Schwimmer qualifizierten sich für das Finale.
John Devitt verbesserte den von Reid Patterson im vierten Vorlauf aufgestellten olympischen Rekord im zweiten Halbfinallauf nochmals um zwei Zehntelsekunden auf 56,4 s.

### Halbfinale 1
| Rang | Name            | Nation             | Zeit   |
| ---- | --------------- | ------------------ | ------ |
| 1    | Jon Henricks    | Australien         | 55,7 s |
| 2    | Dick Hanley     | Vereinigte Staaten | 56,9 s |
| 3    | Atsushi Tani    | Japan              | 57,4 s |
| 4    | Aldo Eminente   | Frankreich         | 58,0 s |
| 5    | Hiroshi Suzuki  | Japan              | 58,0 s |
| 6    | Witali Sorokin  | Sowjetunion        | 58,2 s |
| 7    | Paolo Pucci     | Italien            | 58,8 s |
| 8    | Carlo Pedersoli | Italien            | 59,0 s |

### Halbfinale 2
| Rang | Name            | Nation             | Zeit   |
| ---- | --------------- | ------------------ | ------ |
| 1    | John Devitt     | Australien         | 56,4 s |
| 2    | Gary Chapman    | Australien         | 56,9 s |
| 3    | Reid Patterson  | Vereinigte Staaten | 57,1 s |
| 4    | William Woolsey | Vereinigte Staaten | 58,0 s |
| 5    | Gyula Dobay     | Ungarn             | 58,1 s |
| 6    | Manabu Koga     | Japan              | 58,1 s |
| 7    | Paul Voell      | Deutschland        | 58,6 s |
| 8    | Ronald Roberts  | Großbritannien     | 58,9 s |

## Finale
Jon Henricks stellte mit der Siegerzeit von 55,4 s einen neuen olympischen Rekord und einen neuen Weltrekord auf.
| Rang | Name            | Nation             | Zeit        |
| ---- | --------------- | ------------------ | ----------- |
| 1    | Jon Henricks    | Australien         | 55,4 s (WR) |
| 2    | John Devitt     | Australien         | 55,8 s      |
| 3    | Gary Chapman    | Australien         | 56,7 s      |
| 4    | Reid Patterson  | Vereinigte Staaten | 57,2 s      |
| 5    | Dick Hanley     | Vereinigte Staaten | 57,6 s      |
| 6    | William Woolsey | Vereinigte Staaten | 57,6 s      |
| 7    | Atsushi Tani    | Japan              | 58,0 s      |
| 8    | Aldo Eminente   | Frankreich         | 58,1 s      |